# Diogo Costa
Diogo Meireles da Costa (Rothrist, 1999. szeptember 19. –) svájci születésű portugál válogatott labdarúgó, a Porto játékosa.

## Pályafutása

### Klubcsapatokban
A Póvoa Lanhosonál kezdett megismerkedni a labdarúgás alapjaival, amely a Benfica akadémiájához tartozik, majd innen került a Porto akadémiájához. 2017. augusztus 6-án mutatkozott be a második csapatban a Gil Vicente ellen. 2018. május 15-én 2022 nyaráig meghosszabbította szerződését. A 2018–18-es UEFA Ifjúsági Ligát megnyerte csapatával. 2019. május 4-én ülhetett először le a felnőtt csapat kispadjára, a CD Aves ellen 4–0-ra megnyert bajnoki mérkőzésen. 2019. szeptember 25-én mutatkozott be a ligakupában a Santa Clara ellen 1–0-ra megnyert találkozón. November 10-én a bajnokságban is debütált a Boavista ellen. A 2020–21-es szezon előtt megörökölte a klublegenda Vítor Baía 99-es mezszámát. 2020. december 9-én az UEFA-bajnokok ligájában is debütált a görög Olimbiakósz ellen.
A 2021–2022-es szezon elején kezdőkapussá vált Agustín Marchesín sérülése miatt. Október 16-án 2026 nyaráig meghosszabbította a klub a szerződését és 30 millióról 60 millióra emelték a kivásárlási összegét.

### A válogatottban
Tagja volt a 2016-os U17-es labdarúgó-Európa-bajnokságon, a 2016-os, 2017-es és a 2018-as U19-es labdarúgó-Európa-bajnokságon, valamint a 2017-es és 2019-es U20-as labdarúgó-világbajnokságon pályára lépő válogatottnak. A 2021-es U21-es labdarúgó-Európa-bajnokságon minden találkozón pályára lépett, beleértve a döntőben a németek ellen 1–0-ra elvesztett mérkőzést.
2021. augusztus 26-án Fernando Santos meghívót küldött neki Írország és Azerbajdzsán elleni 2022-es labdarúgó-világbajnokság-selejtező, valamint a Katar elleni barátságos mérkőzésekre. Október 9-én Katar ellen debütált az Algarve Stadionban megrendezett mérkőzésen. Ezt követően a 2022-es labdarúgó-világbajnokság-selejtező mérkőzésein ő volt a szövetségi kapitány első számú kapusa, kispadra szorítva Rui Patrício-t. Októberben bekerült az előzetes 55 fős keretbe, majd a szűkítés során a 26 fős keretbe, amely a 2022-es labdarúgó-világbajnokságra utazhatott. November 24-én mutatkozott be a világbajnokságon Ghána ellen, amivel Portugália történetének legfiatalabb kapusává vált, aki szerepelt egy nagy nemzetközi tornán. 2024. május 21-én Roberto Martínez szövetségi kapitány kihirdette 26 fős Európa-bajnoki keretét, amelyben ő is szerepelt.

## Statisztika

### A válogatottban
2024. március 26-án frissítve.
| Portugália | Portugália      | Portugália |
| Év         | Pályára lépések | Gólok      |
| ---------- | --------------- | ---------- |
| 2021       | 1               | 0          |
| 2022       | 11              | 0          |
| 2023       | 7               | 0          |
| 2024       | 1               | 0          |
| Összesen   | 20              | 0          |

## Sikerei, díjai

### Klub
- Porto U19
  - UEFA Ifjúsági Liga: 2018–19[5]

- Porto
  - Primeira Liga: 2019–20,[29] 2021–22
  - Portugál kupa: 2019–20, 2021–22, 2022–23
  - Portugál ligakupa: 2022–23
  - Portugál szuperkupa: 2020[30]

### Válogatott
- Portugália U17
  - U17-es labdarúgó-Európa-bajnokság: 2016[31]

- Portugália U19
  - U19-es labdarúgó-Európa-bajnokság: 2018[32]

### Egyéni
- Primeira Liga – A hónap kapusa: 2021 szeptember,[33] 2021 december, 2022 január, 2022 február, 2022 március, 2022 október, 2022 november, 2022 december, 2023 január, 2023 február, 2024 január
- Primeira Liga – A szezon kapusa: 2021–22, 2022–23
- Primeira Liga – A szezon csapatának tagja: 2021–22, 2022–23
- U17-es labdarúgó-Európa-bajnokság – A torna csapatának tagja: 2016[34]
- U19-es labdarúgó-Európa-bajnokság – A torna csapatának tagja: 2017[35]
- U21-es labdarúgó-Európa-bajnokság – A torna csapatának tagja: 2021[36]
- Dragão de Ouro – Az év újonc sportolója: 2018

## Külső hivatkozások
- Diogo Costa adatlapja a Transfermarkt oldalon (angolul)
- Diogo Costa adatlapja a Soccerway oldalon (angolul)